# Lolif
Lolif ist eine französische Gemeinde mit 608 Einwohnern (Stand: 1. Januar 2022) im Département Manche in der Region Normandie. Sie gehört zum Arrondissement Avranches und zum Kanton Avranches. 

## Geographie
Nachbargemeinden sind Sartilly-Baie-Bocage im Nordwesten, Le Grippon im Norden, Subligny im Nordosten, Saint-Jean-de-la-Haize im Südosten, Marcey-les-Grèves im Süden und Bacilly im Südwesten.
Das Gemeindegebiet wird vom Flüsschen Braize durchquert.

## Bevölkerungsentwicklung
| Jahr      | 1962 | 1968 | 1975 | 1982 | 1990 | 1999 | 2008 | 2018 |
| --------- | ---- | ---- | ---- | ---- | ---- | ---- | ---- | ---- |
| Einwohner | 637  | 546  | 516  | 523  | 527  | 522  | 554  | 574  |

## Sehenswürdigkeiten

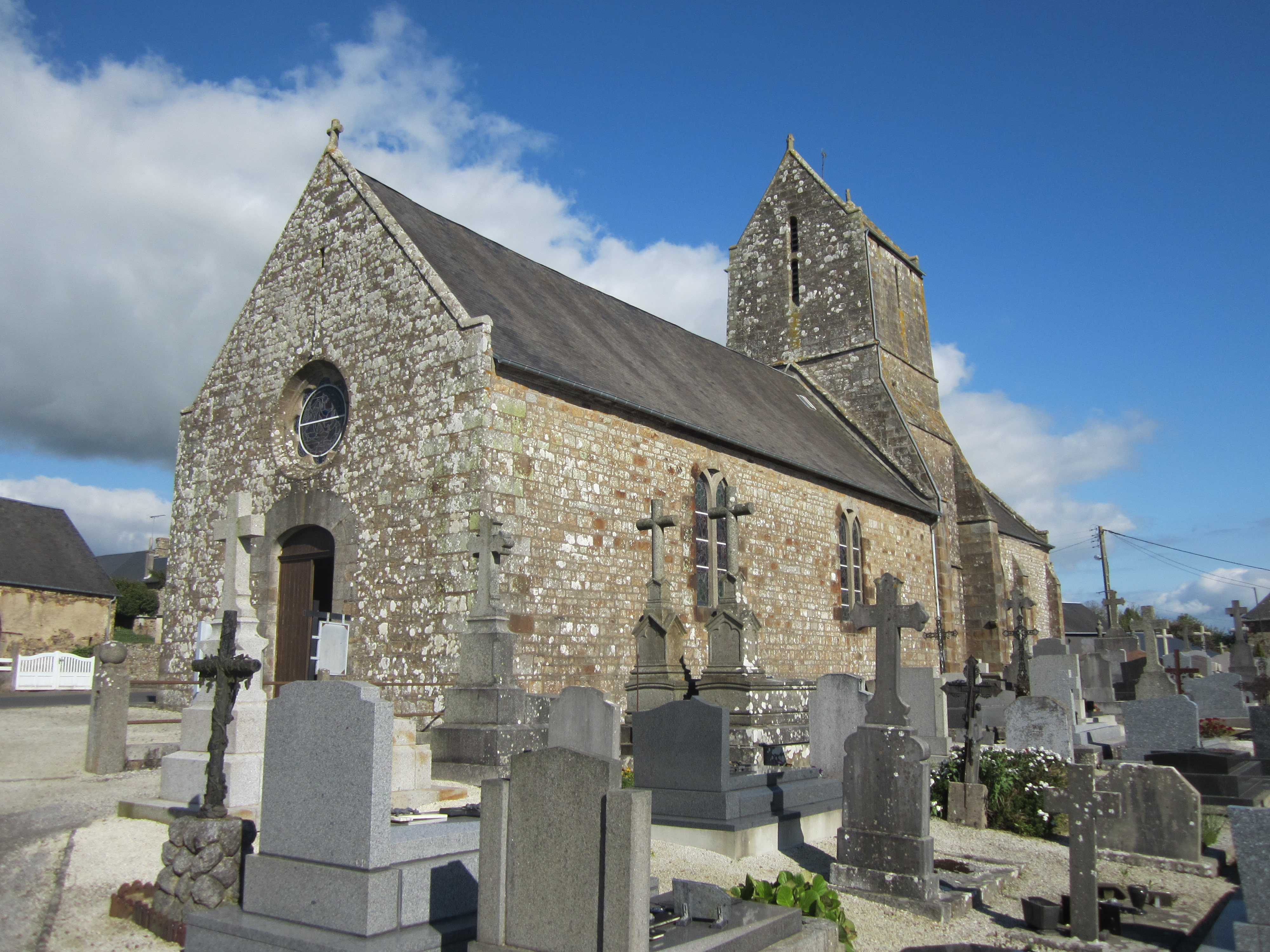
Flurkreuz
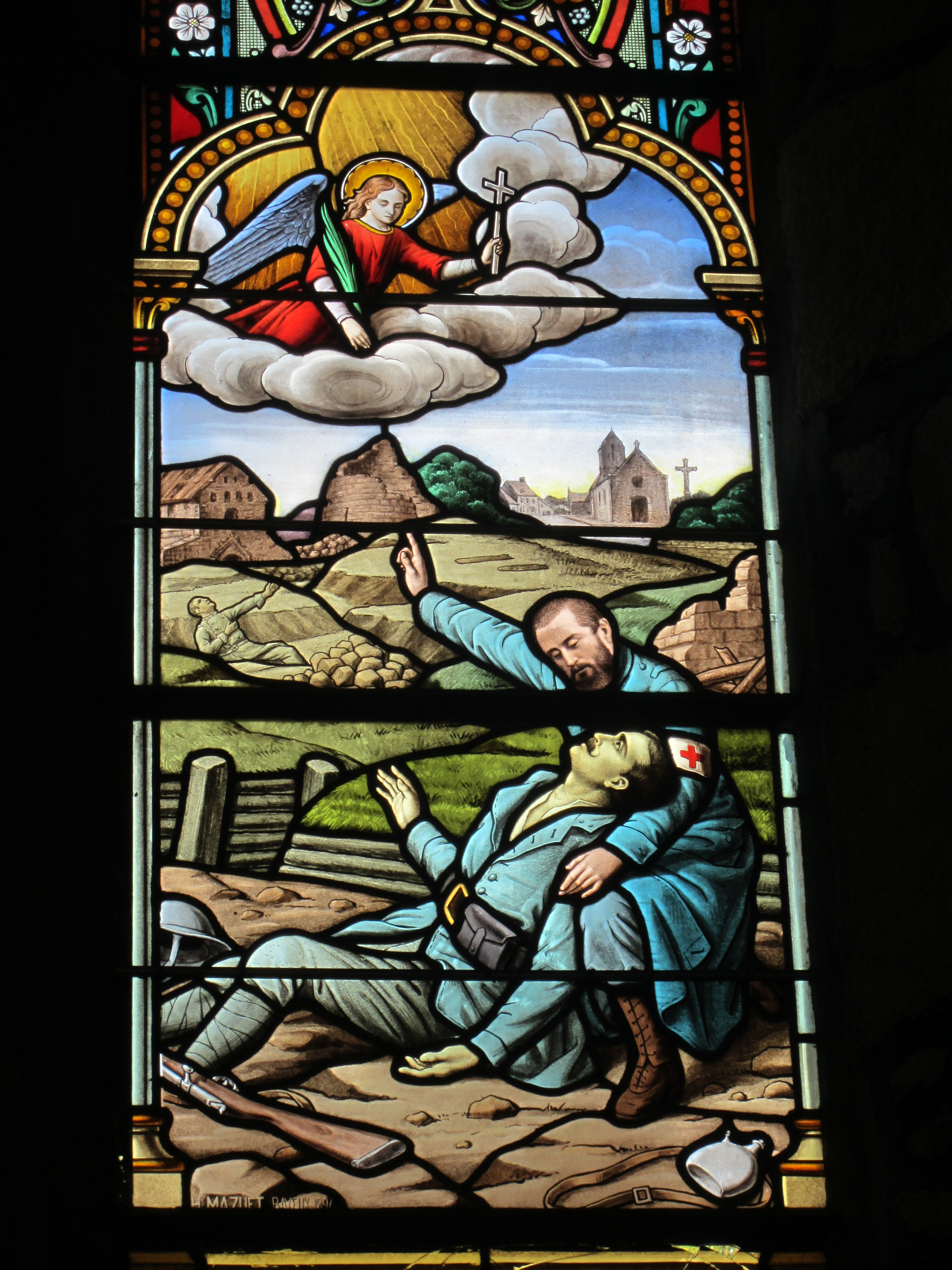
Kirche Saint-Martin

- Kirche Saint-Martin
- Kriegsfenster an der Kirche Saint-Martin